# Tiếng Palau
Tiếng Palau (a tekoi er a Belau) là một Mã Lai-Đa Đảo (Malay-Polynesia) bản xứ Cộng hoà Palau, nơi nó là một trong hai ngôn ngữ chính thức, cùng với tiếng Anh. Đây là ngôn ngữ chính trong giao tiếp hàng ngày ở đất nước này. Tiếng Palau không có quan hệ gần với các ngôn ngữ Mã Lai-Đa Đảo và vẫn chưa xác định được vị trí chính xác của nó trong ngữ hệ Nam Đảo.

## Phân loại
Đây là một thành viên của ngữ hệ Nam Đảo, và là một trong hai ngôn ngữ ở Micronesia không thuộc về ngữ chi châu Đại Dương (ngôn ngữ kia là tiếng Chamorro).
Roger Blench (2015) ghi nhận rằng, dựa trên từ vựng chỉ sinh vật biển, tiếng Palau có tiếp xúc vào thời xưa với các ngôn ngữ châu Đại Dương (hoặc trực tiếp hoặc gián tiếp qua tiếng Yap). Số từ vựng này gồm từ chỉ cá chình rắn, cá ngừ vây xanh (Thunnus albacares), cá bơn chấm xanh (Bothus mancus), cá nóc gai, cá buồm, cá nhồng (Sphyraena barracuda), cá thia biển (Abudefduf sp.), Holocentrus spp., Naso spp., cá khế, cua cạn Cardisoma rotundus, và cá bàng chài. Điều này có nghĩa là người nói ngôn ngữ châu Đại Dương đã ảnh hưởng lên truyền thống ngư nghiệp Palau, và họ cũng đánh bắt buôn bán trong vùng ven Palau chí ít trong một thời gian. Blench (2015) cho rằng tiếng Palau cũng chịu ảnh hưởng của các ngôn ngữ Trung Philippine và các ngôn ngữ Sama.

## Âm vị học
Hệ thống âm vị tiếng Palau gồm 10 phụ âm, 6 nguyên âm.
|      | Trước | Giữa | Sau |
| ---- | ----- | ---- | --- |
| Đóng | i     |      | u   |
| Vừa  | ɛ     | ə    | o   |
| Mở   |       | a    |     |

|          | Đôi môi | Đôi môi | Chân răng | Chân răng | Ngạc mềm | Ngạc mềm | Thanh hầu | Thanh hầu |
| -------- | ------- | ------- | --------- | --------- | -------- | -------- | --------- | --------- |
| Mũi      |         | m       |           |           |          | ŋ        |           |           |
| Tắc      |         | b       | t         | d         | k        |          | ʔ         |           |
| Xát      |         |         | s         |           |          |          |           |           |
| Tiếp cận |         |         |           | l         |          |          |           |           |
| Vỗ       |         |         |           | ɾ         |          |          |           |           |

Dù số lượng âm vị tiếng Palau tương đối ít, nhiều âm vị tiếng Palau lại có từ hai tha âm trở lên xuất hiện do kết quả nhiều quá trình ngữ âm. Tổng số lượng phụ âm được liệt kê trong bản dưới.
|                      | Đôi môi | Đôi môi | Răng | Răng | Chân răng | Chân răng | Vòm | Vòm | Ngạc mềm | Ngạc mềm | Thanh hầu | Thanh hầu |
| -------------------- | ------- | ------- | ---- | ---- | --------- | --------- | --- | --- | -------- | -------- | --------- | --------- |
| Mũi                  |         | m       |      |      |           | n         |     |     |          | ŋ        |           |           |
| Tắc                  | p pʰ    | b       |      |      | t tʰ      | d         |     |     | k kʰ     | ɡ        | ʔ         |           |
| Xát                  |         |         | θ    | ð    | s         |           |     |     |          |          |           |           |
| Tiếp cận (Cạnh lưỡi) |         |         |      |      |           |           |     | j   |          | w        |           |           |
| Tiếp cận (Cạnh lưỡi) |         |         |      |      | l         |           |     |     |          |          |           |           |
| Vỗ                   |         |         |      |      |           | ɾ         |     |     |          |          |           |           |
| Rung                 |         |         |      |      |           | r         |     |     |          |          |           |           |

### Nguyên âm đôi
Tiếng Palau có nhiều nguyên âm đôi. Danh sách nguyên âm đôi và ví dụ trong tiếng Palau được liệt kê bên dưới, lấy theo Zuraw (2003).
| IPA  | Ví dụ     | Nghĩa                      |
| ---- | --------- | -------------------------- |
| /iɛ/ | babier    | "giấy" (từ mượn tiếng Đức) |
| /iu/ | chiukl    | "giọng (hát)"              |
| /io/ | kikiongel | "dơ, bẩn"                  |
| /ia/ | diall     | "tàu, thuyền"              |
| /ɛi/ | mei       | "đến"                      |
| /ɛu/ | teu       | "chiều rộng"               |
| /ɛo/ | Oreor     | "Koror" (địa danh)         |
| /ɛa/ | beached   | "thiếc"                    |
| /ui/ | tuich     | "đuốc"                     |
| /uɛ/ | sueleb    | "chiều"                    |
| /uo/ | uos       | "ngựa" (từ mượn tiếng Anh) |
| /ua/ | tuangel   | "cửa"                      |
| /oi/ | tekoi     | "lời, từ"                  |
| /oɛ/ | beroel    | "giáo, thương"             |
| /ou/ | merous    | "chia, phân phát"          |
| /oa/ | omoachel  | "sông"                     |
| /ai/ | chais     | "tin tức"                  |
| /aɛ/ | baeb      | "ống" (từ mượn tiếng Anh)  |
| /au/ | mesaul    | "mệt"                      |
| /ao/ | taod      | "chĩa, nĩa"                |